# Traszka zagrosańska
Traszka zagrosańska (Neurergus kaiseri) – gatunek płaza ogoniastego z rodziny salamandrowatych (Salamandridae), występujący endemicznie w irańskich górach Zagros. Dorasta do 13,1 cm długości i odżywia się najprawdopodobniej bezkręgowcami. Jaja składa na kamieniach i roślinności wodnej, a larwy przeobrażają się po 2 miesiącach od wyklucia. Gatunek narażony (VU) w związku z niewielkim zasięgiem występowania, degradacją środowiska naturalnego oraz odłowem osobników ze środowiska naturalnego.

## Wygląd
Najmniejszy przedstawiciel rodzaju Neurergus, dorasta do 13,1 cm długości. Gatunek ten cechuje się efektownym ubarwieniem – grzbiet jest czarny z jasnymi białymi kropkami, obecny jest również pomarańczowy pasek rozciągający się grzbietowo od głowy do ogona. Brzuch biały lub pomarańczowy, może być pokryty czarnymi plamkami. Występuje dymorfizm płciowy, a płcie różnią się między sobą budową kloaki.

## Zasięg isiedlisko
Endemit, występuje wyłącznie w Iranie w centralnych górach Zagros w prowincjach Lorestan i Chuzestan na wysokościach bezwzględnych 385–1500 m n.p.m. Do 2008 roku widywany wyłącznie w czterech potokach, jednakże od tego czasu liczba miejsc, w których potwierdzono obecność płaza, wzrosła do ponad 40. Na obszarze występowania płazy te można spotkać w zimnych górzystych potokach otoczonych przez lasy.

## Dieta i sposób odżywiania
Słabo poznane – podstawą diety są najprawdopodobniej bezkręgowce, takie jak skorupiaki, owady i ślimaki. Ubarwienie aposematyczne sugeruje, że wydzieliny skóry traszki zagrosańskiej są trujące, co ma odstraszać potencjalnych drapieżników.

## Rozmnażanie i rozwój
Do zalotów dochodzi na ziemi w pobliżu zbiornika wodnego. Samiec najpierw zbliża się do samicy, stojąc zwrócony pyskiem w kierunku jej pyska. Następnie zaczyna wachlować ogonem, co najprawdopodobniej ma służyć skierowaniu wydzielanych przezeń feromonów w kierunku samicy. Samica okazuje zainteresowanie poprzez zbliżanie się do samca. Następnie samiec i samica dotykają się parokrotnie ogonami, a samiec składa spermatofor, który następnie wciągany jest przez samicę do kloaki. Samica składa jaja pojedynczo lub w niewielkich grupach, przyczepiając je do kamieni i roślinności wodnej. Z jaj wylęgają się larwy, a do przeobrażenia dochodzi po około 2 miesiącach.

## Status
Gatunek narażony (VU) w związku z zasięgiem wynoszącym 9398 km², poszatkowaną populacją, a także spadkiem jakości i rozmiarów jego środowiska naturalnego oraz odłowem w celach hodowlanych (w latach 2011–2015 odłowionych zostało 2359 osobników według informacji podanych przez irańskie agencje prasowe). W ramach ochrony ex situ ogród zoologiczny Sedgwick County Zoo w amerykańskim mieście Wichita uruchomił program hodowlany.